# Kanton Ženeva
Kanton Ženeva, uradno Republika in kanton Ženeva, je eden izmed 26 kantonov Švicarske konfederacije. Njegovo glavno in največje mesto je Ženeva. Uradni jezik je francoščina.
Kanton zavzema skromno površino, le malo večjo od ljubljanske občine, vendar je gosto naseljen, saj je v njem drugo največje švicarsko mesto. Leži na skrajnem zahodu države ob Ženevskem jezeru in je skoraj v celoti obkrožen s Francijo, s preostankom Švice pa ga povezuje zgolj 4,5 kilometra širok pas ozemlja ob zahodni obali jezera. Občina Céligny spada h kantonu v obliki dveh drobnih eksklav znotraj sosednjega kantona Vaud.
Kanton je naslednik Republike Ženeve, ki je obstajala od kalvinistične reformacije v 16. stoletju do francoske aneksije leta 1798. Decembra 1813 je Ženeva po odhodu francoske vojske obnovila neodvisnost, maja 1815 pa se je pridružila Švicarski konfederaciji.

## Prebivalstvo
Po podatkih s konca leta 2022 je imel kanton 514 114 prebivalcev. Delež tujcev (prijavljenih prebivalcev brez švicarskega državljanstva) je znašal 41,0 odstotka.
Od prebivalcev, starejših od 15 let, jih je 82 % doma govorilo francosko, 11 % angleško, 6 % italijansko, 3,4 % nemško in 31 % druge jezike (možen je bil več kot en jezik na osebo).

## Upravna delitev
Kanton je razdeljen na 45 občin:
| - Aire-la-Ville - Anières - Avully - Avusy - Bardonnex - Bellevue - Bernex - Carouge - Cartigny - Céligny - Chancy - Chêne-Bougeries - Chêne-Bourg - Choulex - Collex-Bossy | - Collonge-Bellerive - Cologny - Confignon - Corsier - Dardagny - Genthod - Le Grand-Saconnex - Gy - Hermance - Jussy - Laconnex - Lancy - Meinier - Meyrin - Onex | - Perly-Certoux - Plan-les-Ouates - Pregny-Chambésy - Presinge - Puplinge - Russin - Satigny - Soral - Thônex - Troinex - Vandoeuvres - Vernier - Versoix - Veyrier - Ženeva |